# 1521 en santé et médecine
| Années de la santé et de la médecine : 1518 - 1519 - 1520 - 1521 - 1522 - 1523 - 1524    |
| Décennies de la santé et de la médecine : 1490 - 1500 - 1510 - 1520 - 1530 - 1540 - 1550 |

## Divers
- L'expertise des deux médecins qui certifient que la maladie du cardinal Domenico Grimani l'oblige à se retirer du conclave n'est pas contestée[1].
- Dans des lettres au cardinal Pietro Bembo, le médecin, naturaliste, philosophe et poète Girolamo Fracastoro décrit une maladie encore inconnue, venue du Nouveau Monde, qu'il nomme pour la première fois syphilis et sur laquelle il publiera, en août 1530 à Vérone, un poème intitulé Syphilidis, sive morbi gallici, libri tres[2].
- Manuel Ier, roi de Portugal, donne à son Premier médecin une ordonnance qui réglemente  les examens et qui, contrairement à ce qu'on a pu penser, n'est pas la première à concerner les pharmaciens[3].
- La quarantaine est instituée à Marseille[4].
- 1521-1523 : pandémie qui sévit au Maroc[5], au Portugal et en Andalousie, en Languedoc et en Provence[6],[7], jusque dans le Forez[8].
- 1521-1524 : Nostradamus prépare le baccalauréat à l'université de Montpellier où, réinscrit de 1529 à 1533, il obtiendra le grade de docteur en médecine[9].

## Fondation
- À l'initiative d'Ettore Vernazza (it) et Marie Laurence Longo, « le vice-roi Raimondo Cardona pos[e] la première pierre de l'hôpital de la Sainte-Maison des Incurables, à Naples[10],[11] ».

## Publications
- Jacopo Berengario da Carpi (1460-1530) publie ses Commentaires sur l'Anatomie de Mondino  (Commentaria super Anatomia Mundini[12],[13]).
- Giovanni Manardo (1462-1536), médecin et botaniste italien, publie ses Epistolae medicinales[14] (« Lettres médicales »).
- Jean Janot, le père de Denis, réédite à Paris le Le Grant Herbier en françoys, ouvrage paru à la fin du XVe siècle et qui, dérivé du Livre des simples médecines, se présente comme extrait d'Avicenne, Rhazès, Constantin l'Africain, Isaac Israeli, Matthieu Plataire et Hippocrate[15].

## Personnalités
- 1521-1523 : fl. Dioscoride Petrica, de Velletri, médecin personnel du cardinal Bernardino López de Carvajal[16], et Paolo Areli, de Fermo, tous deux actifs dans les conclaves qui suivent la mort de Léon X et d'Adrien VI[1].

## Naissances
- Pieter van Foreest (mort en 1597), médecin néerlandais, surnommé « l'Hippocrate des Provinces-Unies[17] ».
- Nicolas Gugler (mort en 1577), juriste, astronome et médecin de Nuremberg[18].
- Christopher Langton (en) (mort en 1578), médecin anglais, condamné à deux reprises pour affaires de mœurs, mais qui a continué d'exercer grâce à des protecteurs comme Edward Stanley (en), Thomas Smith ou Richard Gresham (en)[19].

## Décès
- Andrea Alpago (né  vers 1450), médecin et arabisant italien[20].